# Лада (міфологія)
Ла́да — жіночий персонаж східнослов'янського фольклору. Гіпотетично — язичницька богиня кохання та шлюбу.

## Фольклорні згадки
Слово «лада», «ладо» фігурує у весільних піснях як приспів (наприклад, українська «А ми просо сіяли…» та ін.). «Ладо» згадується також як синонім молодого або молодої. «Ладо» — давня назва коханої людини, що використовується, наприклад, у «Слові о полку Ігоревім».

## Писемні згадки
Матвій Мєховський (Меховіт) у «Хроніці польській» (1519) писав про давніх поляків: «Вони поклоняються Леді, матері Кастора й Поллукса, а також близнюкам, народженим із одного яйця, Кастору й Поллуксу, що дотепер можна почути в найдавніших піснях: „Лада, Лада і Лель, і Лель і Полель“». Хоча раніше у «Клейнодах польського лицарства» тлумачив так: «Ім'я Лада походить від назви польської богині, якій поклонялися на Мазовії в місцевості та селищі з такою назвою».

У XVII столітті Інокентій Гізель у своєму «Синопсисі», доповненні до розповіді «Повісті минулих літ» про ідолів князя Володимира писав:
…Четвёртый идол — Ладо. Сего имяху бога веселия и всякого благополучия. Жертвы ему приношаху готовящийся ко браку, помощию Лада мнящи себе добро веселие и любезно житие стяжати. Сия же прелесть от древнейших идолослужителей произыде, иже неких богов Леля и Полеля почитаху, их же богомерское имя и доныне по неким странам на сонмищах игралищных пением Лелюм-Полелем возглашают. Такожде и матерь лелеву и полелеву — Ладо, поюще: Ладо, Ладо! И того идола ветхую прелесть дияволю на брачных веселях, руками плещуще и о стол бьюще, воспевают.
Тут Лада виступає в чоловічому роді, а потім як мати Лелі та Полеля.
Мацей Стрийковський (XVI ст.) свідчить, що литовці шанували богиню весни Ладу і, приносячи їй у жертву півня, співали: «Ладо, Ладо, Ладо, Велике наше божество!».
У «Пам'ятнику сандомірському» 1829 року міститься оповідь, що сягає другої половини XVI ст., де йдеться про заснування бенедиктинського монастиря Святої Трійці на місці, де перед тим стояли три ідоли — Лади, Бода і Лелі, — «до яких у перший день травня сходилися люди, щоб помолитися та принести їм жертви».

## Іконографія
Зображення на обрядових рушниках, що можуть трактуватися як зображення Лади, надають її в подобі вершниці, що тримає соху за сідлом.

## Трактування образу
Андрій Фаміцин у 1844 році на основі аналізу народних пісень зробив висновок, що частий приспів «лада» — це ім'я богині, пов'язяної з весняними та весільними обрядами. Фаміцин вважав, що існував її чоловічий відповдіник — Ладо (Лад), якого він ототожнював з Ярилом і Аполлоном Соранським. Цю думку критикував ще Алексанедр Брюкнер, пишучи, що середньовічні іноземні мандрівники, погано знаючи слов'янські мови, сприйняли приспів із місцевих пісень за ім'я богині. На думку Брюкнера, «лада» — це назва коханця/коханки, наложника/наложниці. Олександр Потебня, Макс Фасмер, Грегор Крека, Олег Трубачов також критикували описи Лади як богині. Так, у поясненні Трубачова, «лада (ладо)» — це лише південнослов'янська форма слова «лад», тобто, «справа, порядок, згода».
Такі дослідники, як Анатолій Журавльов і Андрій Топорков стверджували, що Лада — це витвір «кабінетної» міфології й у народних віруваннях її не існувало як персонажа. Імовірно, що приспів був сприйнятий за ім'я божества помилково. Микола Гальковський писав, що згадки Лади як богині надто вторинні, аби довіряти їм, і переконливих доказів, що така богиня існувала у віруваннях слов'ян, немає.
На думку Бориса Рибакова, Лада була спільним балто-слов'янським божеством. Рибаков зараховував її до рожаниць і відводив функції богині весни, весняної оранки та сівби, покровительки шлюбу та кохання. Одне з божества Збручанського ідола він вважав Ладою.
Борис Лобовик писав, що Лада «…у більш давні часи постає як дух в образі матері-благодійниці, що оберігає посіви і дає лад у сім'ї, пізніше — як богиня весни, кохання й добробуту». Її чоловіка Лада Лобовик пояснював як бога шлюбу та сімейної злагоди. На його думку, «В українській міфології моральним змістом образів Лади і Лада є ствердження вірності пошлюблених».

## Назви на честь Лади
- Астероїд 2832 Лада названий на честь слов'янської Лади.